# 萊巴嫩 (新澤西州)
萊巴嫩（英語：Lebanon）是位於美國新澤西州亨特登縣的自治市鎮。

## 人口
根據2020年美國人口普查的數據，萊巴嫩的面積為2.34平方千米，皆為陸地。當地共有人口1665人，而人口密度為每平方千米712人。